# Ракаљ
Ракаљ је насељено место у саставу општине Марчана у Истарској жупанији, Хрватска. До територијалне реорганизације у Хрватској налазио се у саставу старе општине Пула.

## Становништво
На попису становништва 2011. године, Ракаљ је имао 440 становника.

## Попис1991.
На попису становништва 1991. године, насељено место Ракаљ је имало 502 становника, следећег националног састава:
| Попис 1991.‍  | Попис 1991.‍  | Попис 1991.‍ | Попис 1991.‍ | Попис 1991.‍ |
| ------------ | ------------ | ----------- | ----------- | ----------- |
|              |              |             |             |             |
| Хрвати       | Хрвати       |             | 366         | 72,90%      |
| Италијани    | Италијани    |             | 4           | 0,79%       |
| Срби         | Срби         |             | 4           | 0,79%       |
| неопредељени | неопредељени |             | 7           | 1,39%       |
| регион. опр. | регион. опр. |             | 117         | 23,30%      |
| непознато    | непознато    |             | 4           | 0,79%       |
| укупно: 502  |              |             |             |             |